# Adeodat (syn Augustyna)
Adeodat (ur. ok. 373 w Kartaginie, zm. ok. 390 w Tagaście) – syn Augustyna z Hippony.

## Życiorys
Urodził się około 373 roku w Kartaginie, jako syn Augustyna i nieznanej z imienia kobiety. Jego imię oznacza „dar Boży”. Pierwsze lata życia spędził z rodzicami w Kartaginie. Gdy jego ojciec udał się do Rzymu, a następnie do Mediolanu, Adeodat i jego matka towarzyszyli Augustynowi. W 385 roku konkubina Augustyna wróciła do Kartaginy, przysięgając, że nigdy więcej się z nikim nie zwiąże i wstąpiła do klasztoru. Adeodat, dzięki nakłanianiu swojej babci św. Moniki, przyjął chrzest razem ze swoim ojcem nocą z 24 na 25 kwietnia 387 roku, z rąk arcybiskupa Mediolanu – Ambrożego. Towarzyszył ojcu w dyskusjach filozoficznych i pomagał tworzyć traktaty „O nauczycielu” (łac. De magistro) oraz „O życiu szczęśliwym” (łac. De beata vita). Zmarł około 390 roku w Tagaście.